# Roue Cyr

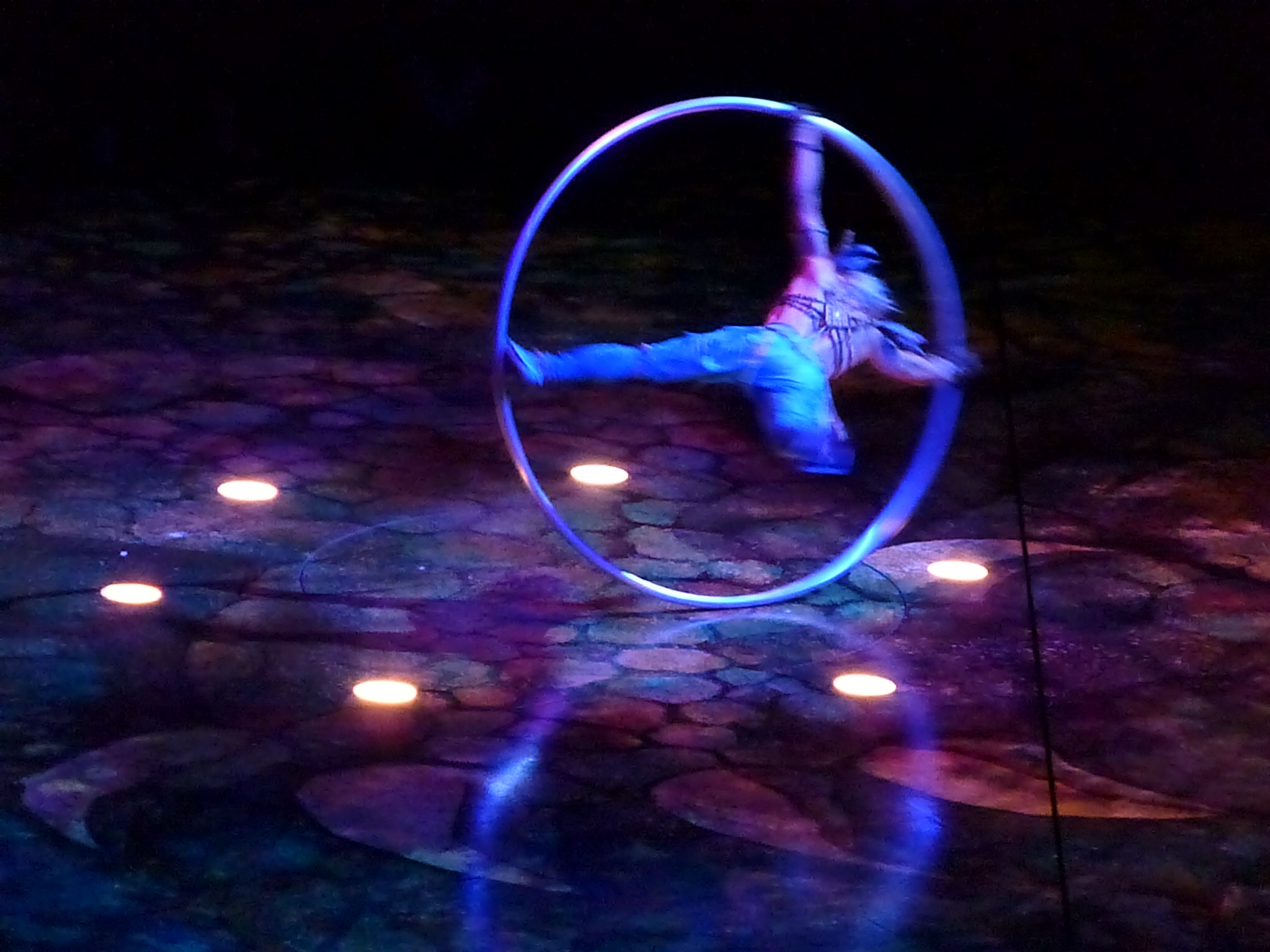
Roue Cyr dans un spectacle du Cirque du Soleil.

La roue Cyr est un agrès de cirque. C’est un tore métallique massif, une sorte de cerceau géant, d’environ deux mètres de diamètre, et dont la section circulaire fait environ cinq centimètres de diamètre. L’acrobate met l’objet en rotation en le manipulant et s’insère à l’intérieur pour réaliser des figures. L’agrès pèse de 15 à 20 kg, est démontable et peut se transporter dans un grand sac.
C’est Daniel Cyr, cofondateur du Cirque Eloize (Québec) qui a redécouvert cet agrès et a présenté, au Festival mondial du cirque de demain de 2003, une recherche nouvelle qui le popularise très vite, et on lui a donné son nom.